# Les bones companyies
Les bones companyies (títol original en castellà, Las buenas compañías) és una pel·lícula dramàtica de 2023 dirigida per Sílvia Munt i protagonitzada per Alícia Falcó, Itziar Ituño i Elena Tarrats. Està basada en la lluita feminista pel dret a l'avortament a Espanya, les xarxes que facilitaven l'avortament a França i el cas conegut com «les 11 de Basauri», un grup de dones que van viure un procés penal després de ser acusades d'haver avortat. S'ha doblat al català.

## Sipnosi
La pel·lícula està ambientada en l'estiu de 1977. Bea té 16 anys i se suma als aires de canvi que recorren el país; col·labora amb un grup de dones per a visibilitzar la causa feminista i aconseguir l'aprovació del dret a l'avortament. La rebel·lia que sent en la sang es barrejarà amb un sentiment inesperat que trastocarà el seu món interior. Al llarg d'aquests mesos, Bea entaularà una amistat molt especial amb Miren, una noia una mica major que ella i de bona família. El seu compromís polític i la seva relació amb Miren convertiran aquest estiu en una etapa que marcarà un abans i un després en la seva vida.

## Context històric
La pel·lícula està basada en fets reals i aborda la història d'un grup de dones el 1977, durant la transició postfranquista, que van lluitar per a visibilitzar la causa feminista, aconseguir l'aprovació del dret a l'avortament i reclamar l'amnistia per a «les 11 de Basauri», un grup de dones que van viure un procés penal des de 1976 fins a 1985 acusades d'haver avortat. El cas va impulsar la llei de l'avortament a Espanya aprovada el 1985.

## Repartiment
- Alícia Falcó com a Beatriz «Bea» Askasibar
- Itziar Ituño com a Feli
- Elena Tarrats com a Miren Goicoetxea
- Ainhoa Santamaría com a Belén
- María Cerezuela com a Toto
- Nagore Cenizo com a Asun
- Heren de Lucas com a Maite
- Sara Barroeta com a Pili
- Mikel Laskurain com a Juan Mari
- Iván Massagué com a Rafa
- Mikel Tello com a Julián
- Miguel Garcés com a Juanjo
- Itziar Aizpuru com a Sagrari
- Garazi Urkola com a Nekane

## Producció
La pel·lícula és una producció catalana, basca, espanyola i francesa, en coproducció amb Manny Films i La Fidéle Production, que compta amb la participació d'RTVE, EITB i TV3.

## Premis i reconeixements
- 2023 Premi del públic al Millor llargmetratge en el 20è Festival de Cinema i Drets Humans de Sant Sebastià.[5]
- 2023 Premi del jurat jove a la millor pel·lícula del Festival de cinema de Màlaga.[3]